# The Airship; or, 100 Years Hence
The Airship; or, 100 Years Hence (o The Air-Ship; or, One Hundred Years Hence) è un cortometraggio muto del 1908 diretto da J. Stuart Blackton: una commedia fantasy sulle meraviglie dell'aviazione del futuro.

## Produzione
Il film fu prodotto dalla Vitagraph Company of America. Alcune fonti attribuiscono la regia a J. Stuart Blackton, altre reputano che il regista sia sconosciuto.

## Distribuzione
Distribuito dalla Vitagraph Company of America, il film - un cortometraggio di 137 metri - uscì nelle sale cinematografiche statunitensi il 25 aprile 1908.
Nelle proiezioni, veniva programmato con il sistema dello split reel, accorpato in un'unica bobina con un altro cortometraggio prodotto dalla Vitagraph, True Hearts Are More Than Coronets.